# Marokkaanse doornstaartagame
De Marokkaanse doornstaartagame (Uromastyx nigriventris) is een hagedis uit de familie agamen (Agamidae). De soort komt voor in Marokko en Algerije. 